# Thomas af Celano
Thomas af Celano, som fik sit navn fra landsbyen Celano (ca.1200 – ca.1270), var franciskanermunk og forfatter til hymner, er kendt for (sandsynligvis) at have skrevet Dies irae, og helt sikkert to levnedsskildringer af Frans af Assisi, og en af Clara af Assisi og i det mindste to lovsange til Frans.
Han var en af helgenens første disciple og sluttede sig til franciskanerordenen omkring 1215. I 1221 blev han sendt til Tyskland sammen med Cesareo di Spira for at promovere den nye orden, og i 1223 blev han udnævnt til enekustode (custos unicus) i ordensprovinsen Renania-Palatina, som indbefattede Køln, Mainz, Worms og Speyer.
Efter et par år vendte han tilbage til Italien, hvor han synes at være blevet til sin død, dog måske med enkelte sendelser til Tyskland. I 1260 opnåede han sin sidste post som åndelig leder af et clarisserkloster i Tagliacozzo, hvor han døde omkring 1270. Han blev først begravet i kirken S. Giovanni Val dei Varri tilknyttet hans kloster, men hans jordiske rester hviler nu i San Francesco kirken, også i Tagliacozzo.